# Bailly-en-Rivière
Pour les articles homonymes, voir Bailly et Rivière (homonymie).
Bailly-en-Rivière est une commune française située dans le département de la Seine-Maritime en région Normandie.

## Géographie

### Localisation
| Gouchaupre             | Saint-Quentin-au-Bosc Saint-Martin-le-Gaillard | Avesnes-en-Val |
| Saint-Ouen-sous-Bailly | Bailly-en-Rivière                              |                |
| Douvrend               | Wanchy-Capval                                  | Les Ifs        |

### Hydrographie
La commune est située dans le bassin Seine-Normandie. Elle est drainée par le Bailly-Bec,.

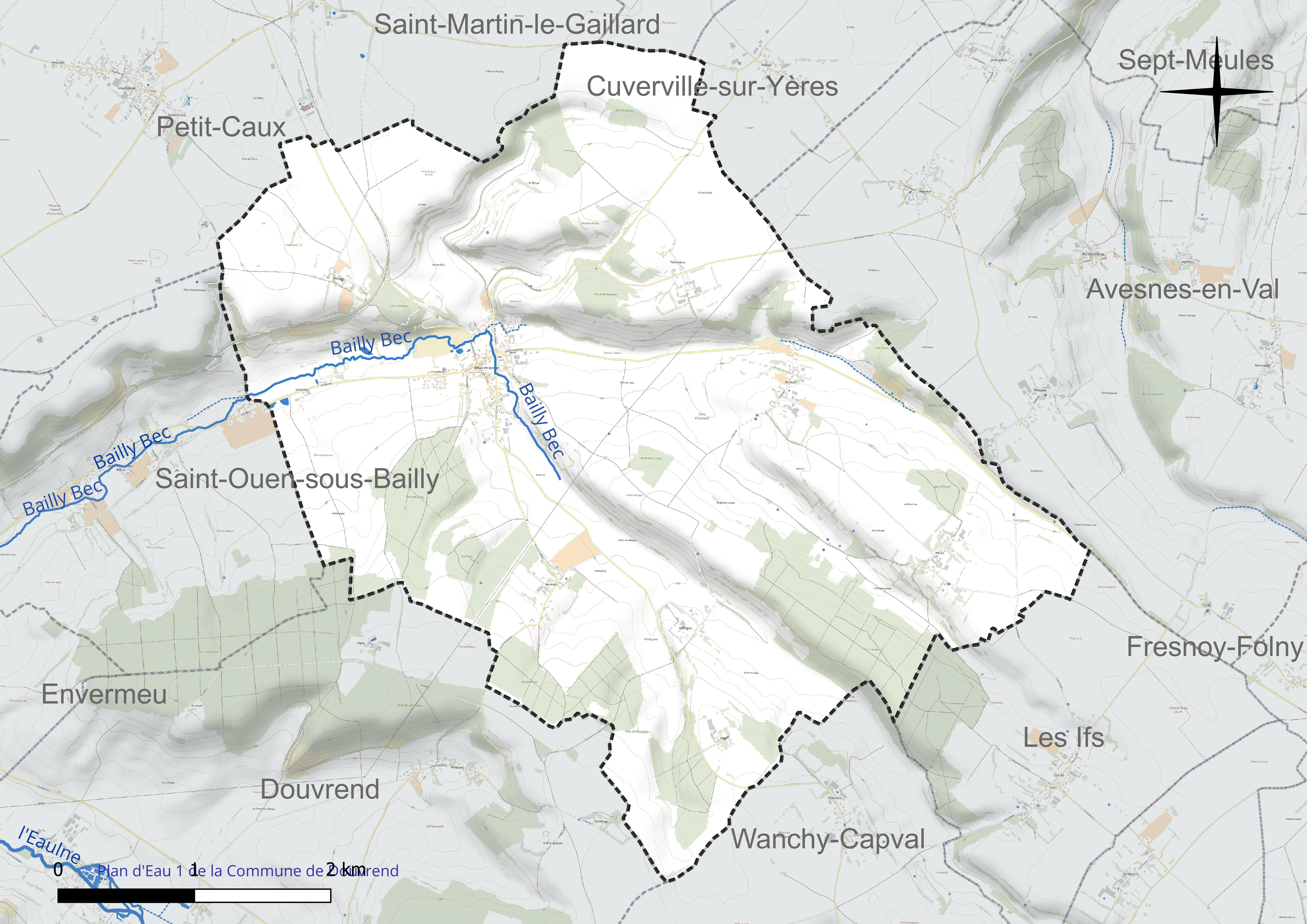
Réseau hydrographique de Bailly-en-Rivière.

### Climat
Pour des articles plus généraux, voir Climat de la Normandie et Climat de la Seine-Maritime.
En 2010, le climat de la commune est de type climat océanique franc, selon une étude du CNRS s'appuyant sur une série de données couvrant la période 1971-2000. En 2020, Météo-France publie une typologie des climats de la France métropolitaine dans laquelle la commune est exposée à un climat océanique et est dans la région climatique Côtes de la Manche orientale, caractérisée par un faible ensoleillement (1 550 h/an) ; forte humidité de l’air (plus de 20 h/jour avec humidité relative > 80 % en hiver), vents forts fréquents. Parallèlement le GIEC normand, un groupe régional d’experts sur le climat, différencie quant à lui, dans une étude de 2020, trois grands types de climats pour la région Normandie, nuancés à une échelle plus fine par les facteurs géographiques locaux. La commune est, selon ce zonage, exposée à un « climat maritime », correspondant au Pays de Caux, frais, humide et pluvieux, légèrement plus frais que dans le Cotentin.
Pour la période 1971-2000, la température annuelle moyenne est de 10,4 °C, avec une amplitude thermique annuelle de 13,5 °C. Le cumul annuel moyen de précipitations est de 867 mm, avec 13,3 jours de précipitations en janvier et 8,5 jours en juillet. Pour la période 1991-2020, la température moyenne annuelle observée sur la station météorologique la plus proche, située sur la commune de Dieppe à 18 km à vol d'oiseau, est de 11,3 °C et le cumul annuel moyen de précipitations est de 805,2 mm,. Pour l'avenir, les paramètres climatiques de la commune estimés pour 2050 selon différents scénarios d’émission de gaz à effet de serre sont consultables sur un site dédié publié par Météo-France en novembre 2022.

## Urbanisme

### Typologie
Au 1er janvier 2024, Bailly-en-Rivière est catégorisée commune rurale à habitat dispersé, selon la nouvelle grille communale de densité à sept niveaux définie par l'Insee en 2022.
Elle est située hors unité urbaine. Par ailleurs la commune fait partie de l'aire d'attraction de Dieppe, dont elle est une commune de la couronne,. Cette aire, qui regroupe 62 communes, est catégorisée dans les aires de 50 000 à moins de 200 000 habitants,.

### Occupation des sols
L'occupation des sols de la commune, telle qu'elle ressort de la base de données européenne d’occupation biophysique des sols Corine Land Cover (CLC), est marquée par l'importance des territoires agricoles (85,6 % en 2018), en augmentation par rapport à 1990 (84,4 %). La répartition détaillée en 2018 est la suivante : 
terres arables (47,6 %), prairies (33,2 %), forêts (12,9 %), zones agricoles hétérogènes (4,8 %), zones urbanisées (1,5 %). L'évolution de l’occupation des sols de la commune et de ses infrastructures peut être observée sur les différentes représentations cartographiques du territoire : la carte de Cassini (XVIIIe siècle), la carte d'état-major (1820-1866) et les cartes ou photos aériennes de l'IGN pour la période actuelle (1950 à aujourd'hui).

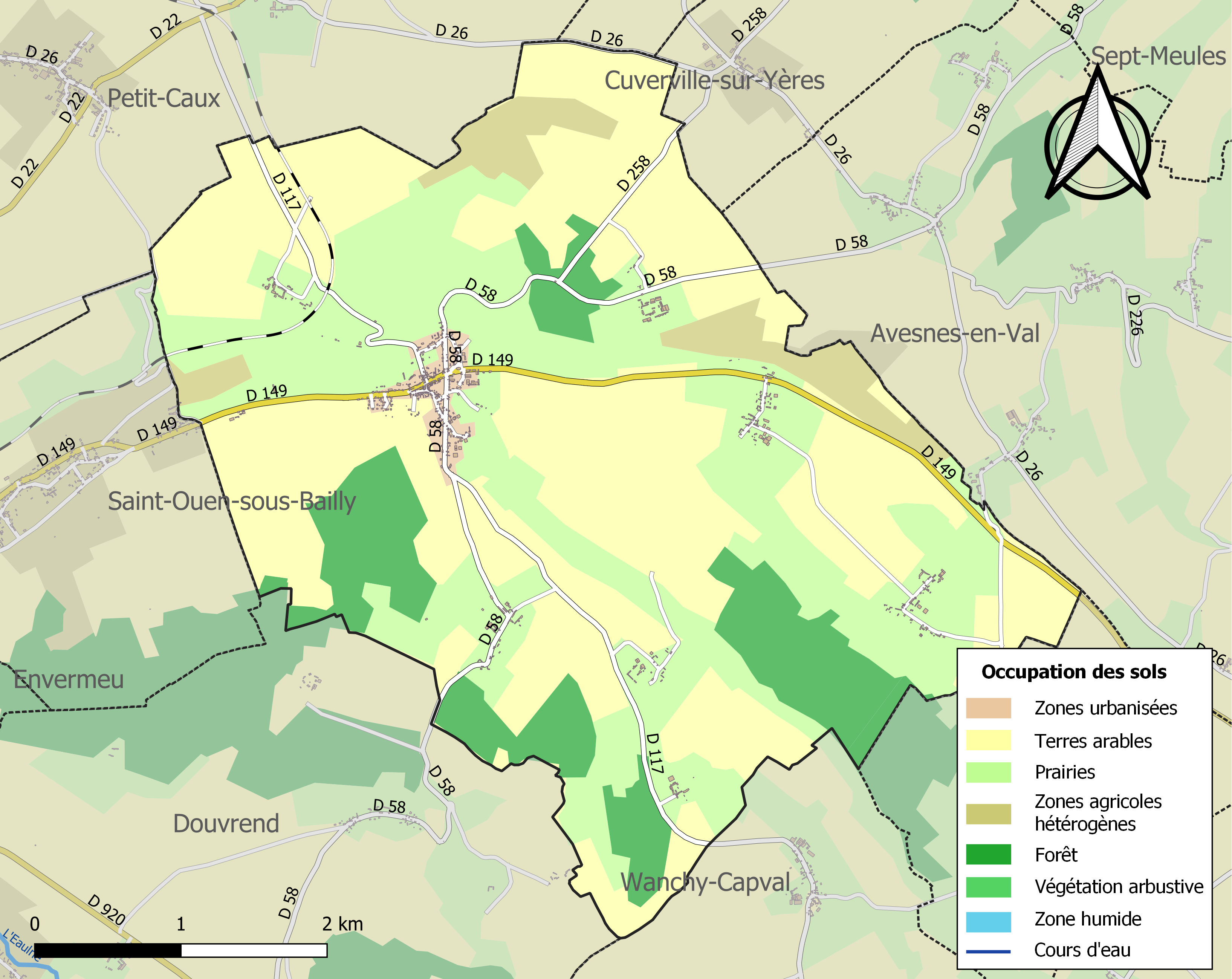
Carte des infrastructures et de l'occupation des sols de la commune en 2018 (CLC).

## Toponymie
Le nom de la localité est attesté sous la forme Baslei entre 996 et 1007. Ce toponyme peut dériver du vieux français baille : « enclos ».
La rivière est l'Eaulne.

## Histoire
Avant la révolution, la cure (paroisse) du village est à la nomination et présentation (droit de patronage) des abbés et religieux de l'abbaye Saint-Michel du Tréport qui percevait les dîmes, 40 livres selon une déclaration de 1642
En 1587, la châtellenie de Bailly-en-Rivière passe dans la famille d'Adrien de Pardieu, capitaine du port de Criel, tandis que Monthuit (ou Mauconhuit) reste possession de la famille de Castillon. 
- Jacques de Pardieu, seigneur de Maucomble, seigneur de Bailly-en-Rivière, tue en duel René Alexandre de Fontaines, écuyer, seigneur de Mauconduit, comte de Wiry, capitaine au régiment d'Aunis (René Alexandre de Fontaines meurt donc sans descendance).

Le bourg fut en partie rasé par un raid de l'aviation anglaise durant la Seconde Guerre mondiale, le château (qui abritait une garnison allemande) fut détruit.

## Politique et administration

### Liste des maires
| Période                                  | Période                    | Identité        | Étiquette | Qualité                           |
| ---------------------------------------- | -------------------------- | --------------- | --------- | --------------------------------- |
| Les données manquantes sont à compléter. |                            |                 |           |                                   |
| 1907                                     | 1908                       | Paul Tetelin    |           |                                   |
| 1920                                     | 1928                       | Fouré           |           |                                   |
| 1971 ou avant                            |                            | Henri Godefroy  |           |                                   |
| Les données manquantes sont à compléter. |                            |                 |           |                                   |
| 1983 ou avant                            | 2001                       | Yves Petit      |           |                                   |
| mars 2001                                | 2008                       | Jules Gavois    |           |                                   |
| mars 2008                                | juillet 2020               | Michel Ratel    |           |                                   |
| juillet 2020                             | En cours (au 11 août 2020) | Serge Gisselère |           | Monteur électricien à la retraite |

### Jumelages
Bailly-en-Rivière est jumelée avec le village de Milmort (Belgique, Herstal, Province de Liège) depuis 1973 (M. Facchinetti - http://milmort.cybherstal.info).

## Démographie
L'évolution du nombre d'habitants est connue à travers les recensements de la population effectués dans la commune depuis 1793. Pour les communes de moins de 10 000 habitants, une enquête de recensement portant sur toute la population est réalisée tous les cinq ans, les populations de référence des années intermédiaires étant quant à elles estimées par interpolation ou extrapolation. Pour la commune, le premier recensement exhaustif entrant dans le cadre du nouveau dispositif a été réalisé en 2007.

En 2022, la commune comptait 514 habitants, en évolution de −2,28 % par rapport à 2016 (Seine-Maritime : +0,35 %, France hors Mayotte : +2,11 %).
| 1793 | 1800 | 1806 | 1821 | 1831 | 1836 | 1841 | 1846 | 1851 |
| ---- | ---- | ---- | ---- | ---- | ---- | ---- | ---- | ---- |
| 507  | 670  | 712  | 643  | 740  | 815  | 855  | 824  | 855  |

| 1856 | 1861 | 1866 | 1872 | 1876 | 1881 | 1886 | 1891 | 1896 |
| ---- | ---- | ---- | ---- | ---- | ---- | ---- | ---- | ---- |
| 880  | 857  | 830  | 770  | 765  | 846  | 730  | 661  | 611  |

| 1901 | 1906 | 1911 | 1921 | 1926 | 1931 | 1936 | 1946 | 1954 |
| ---- | ---- | ---- | ---- | ---- | ---- | ---- | ---- | ---- |
| 639  | 649  | 686  | 596  | 632  | 653  | 607  | 561  | 552  |

| 1962 | 1968 | 1975 | 1982 | 1990 | 1999 | 2006 | 2007 | 2012 |
| ---- | ---- | ---- | ---- | ---- | ---- | ---- | ---- | ---- |
| 544  | 534  | 521  | 524  | 505  | 498  | 552  | 560  | 532  |

| 2017 | 2022 | - | - | - | - | - | - | - |
| ---- | ---- | - | - | - | - | - | - | - |
| 526  | 514  | - | - | - | - | - | - | - |

## Culture locale et patrimoine

### Lieux et monuments
- Église Saint-Martin.
- Monument aux morts (1920).

### Héraldique
| Armes de Bailly-en-Rivière | Les armes de la commune de Bailly-en-Rivière se blasonnent ainsi : D'or au lion couronné d'azur ; au chef d'azur chargé de trois flanchis d'or. |